# Mangan
För andra betydelser, se Mangan (olika betydelser).
Mangan är ett grå-vitt metalliskt grundämne som liknar järn. Det används ofta i legeringar med järn i till exempel rostfritt stål. Ibland används manganföreningar i glasyrer. Mangan är essentiellt för alla organismer. 

## Historia
Under 1770-talet visade de svenska kemisterna Carl Wilhelm Scheele och Torbern Bergman att mangandioxid utgjordes av en oxid av en okänd metall. Deras upptäckt publicerades i Kongliga Vetenskapsacademiens Handlingar 1774. I metallisk form framställdes mangan första gången av Johan Gottlieb Gahn, som var verksam vid kopparverket i Falun. Han uppnådde detta genom reduktion av brunsten med kol år 1774. Han gav ämnet namnet magnesium, vilket senare ändrades till mangan.

## Förekomst
Mangan är det tolfte vanligaste grundämnet i jordskorpan och det finns i medeltal 1 kg mangan per ton sten. Mangan förekommer i naturen mest i oxider, karbonater och silikater. Exempelvis braunit, hausmannit Mn3O4, pyrolusit MnO2. Den största förekomsten av manganföreningar finns bland annat i Sydafrika, Australien och Ryssland. Havsvatten innehåller också lite mangan men bara i koncentrationer av 0,1 mg/ton. Den största svenska manganfyndigheten finns i Stora Uttervik mangangruva.
Mangan finns i te, traditionellt te men också i "rött te", från rooibos-busken.
Mangan kan man även finna i brunnsvatten, fullkornscerialier, nötter, baljväxter och bär bl.a. Gränsvärdena för mangan i dricksvatten är 50 mikrogram/liter (vattenverk), 300 mikrogram/liter (enskild brunn)

## Framställning
Mangan framställs genom reduktion av krossad manganmalm med kol, aluminium eller kisel i elektriska ugnar vid 1000 °C. När man vill framställa manganmetall med hög renhet gör man elektrolys av en vattenlösning med mangan(II)sulfat. Mangan till stållegeringar används i form av ferromangan (eller kiselmangan), en blandning av mangan med järn respektive kisel som kan framställas i masugn eller i elektrisk ugn.

## Användning av mangan och manganföreningar
- 90%  används till stållegeringar i form av kiselmangan och ferromangan.
- 2% användes till koppar och aluminiumlegeringar i form av manganmetall.
- 4% användes till batterier i form av mangandioxid
- 3% övrig användning, uranextration, färgning av tegel och keramik, som oxidationsmedel och katalysator.[12]

## Toxicitet
Mangan i höga doser är neurotoxiskt och kan ge parkinson-liknande symtom, vilket man sett hos bland annat svetsare (som andats in ämnet). Ämnet har även visat sig ge en ökad risk för sömnlöshet, depression, anorexia, huvudvärk och irritabilitet.[källa behövs] Vid intag av mangan via föda och vatten kan tarmen reglera upptaget vilket gör att toxiska nivåer ej uppnås.[källa behövs]
Mangan finns tillsatt i modermjölksersättning på grund av dess funktion i kroppens ämnesomsättning. Ett potentiellt problem är att små barn ännu inte har ett ordentligt reglersystem och det finns då viss risk för överexponering. Därför är rekommendationen att enbart använda vatten med låga halter av mangan vid tillredning av ersättning, till exempel kommunala vattenkällor. Ett potentiellt problem med vatten från privata brunnar där den högsta accepterade nivån är högre (0.3 mg/ml jämfört med 0.05 mg/ml) och där flertalet brunnar ändå överstiger nivån.

## Föreningar
- Kaliumpermanganat (KMnO4) – ett oxiderande ämne som används i laboratorier och för att döda bakterier i vatten
- Mangandioxid (MnO2) – används i zink-brunstensbatterier. Förr framställde man syre och klor ur mangandioxid
- Mangankarbonat (MnCO3) – kan användas till keramiska glasyrer och som gödsel i manganfattiga jordar
- Manganklorid (MnCl2) och mangansulfat (MnSO4) – två ljusrosa mangansalt av saltsyra och svavelsyra